# TIM/TOM-komplex
TIM/TOM-komplex är ett enzymkomplex som styr translokationen av proteiner som producerats utifrån DNA i cellkärnan till mitokondriernas olika membran och matris, där proteinerna i sin tur deltar i den oxidativa fosforyleringen. Även om mitokondrier har eget genetiskt material och egna ribosomer är det endast 13 proteiner som produceras av mitokondrierna själva. Resten produceras i kroppens vanliga proteintillverkande processer.
Proteiner som ska till mitokondrier produceras av ribosomer i cytosolen. Mitokondriella proteiner kan ha fyra platser där de verkar, olika målsekvenser på proteinets N-terminal avgör var i mitokondrien det hamnar. Det finns flera tusentals mitokondrier per cell, och de sitter ofta i nätverk ihopkopplade av mikrotubuli, som kan sägas utgöra en form av "motorvägar" utefter vilka transportproteiner kan transportera material till olika ställen i cellen, exempelvis proteiner till mitokondrier. 
Efter att proteinet syntetiserats färdigt och transporterats genom cytosolen fram till mitokondrien kan det hamna på en av fyra olika positioner:
- I yttermembranet
- I innermembranet
- I intermembranutrymmet
- Inne i mitokondriens matris (innersta rummet).

## Mekanism
Signalsekvensen på N-terminalen känns igen av receptorproteiner i TOM-komplexet. TOM står för Transporter of the Outer Membrane, och transporterar in proteinet över det yttre membranet på mitokondrien. Signalsekvensen och närliggande sekvens förs in genom TOM-komplexet (även kallad general import pore eller TOM 40). 
Väl på insidan stöter N-terminala sekvensen på ytterligare ett protein, TIM-komplexet (Transporter of the Inner Membrane), bestående av tre enheter, TIM 23, TIM 17 samt TIM44. TOM- och TIM-komplexet bildar då en transient ihopkoppling som för samman mitokondriens två membran. Om proteinet skall till mitokondriens matris eller inre membran kommer då TIM-komplexet att dra igenom proteinet till motsvarande del av cellen, detta är en vätejonkoncentrationsberoende process. 
Proteinet överförs i utsträckt, denaturerad form eftersom TOM- och TIM-kanalerna är väldigt tunna. Under syntesen av proteinet i cytosolen kommer chaperonet HSP70 att binda in och hålla proteinet utsträckt. HSP70, binder ATP för att binda in till proteinet, och hydrolyserar ATP:et när det ska släppa proteinet under intransporten. Proteinet veckas alltså klart först efter att det transporterats in till dess slutgiltiga position i mitokondrien. HSP70 påverkar dessutom ett av TOM-proteinerna, TOM70, så att det förbereder TOM-medierad transport för hydrofoba proteiner. 
På insidan av matrisen kommer mitokondriella HSP70-chaperoner ta över den upprätthållande funktionen och dessutom hjälpa till att "dra igenom" proteinet till mitokondriens insida, matrisen. Energin som krävs för transporten får HSP70, som är ett ATPas, genom att hydrolysera adenosintrifosfat (ATP).

### Transmembrana proteiner och intermembranutrymmesproteiner
Translokationen av transmembrana proteiner över mitokondriella membran avbryts när TIM/TOM-komplexet stöter på en så kallad stoppsekvens, ofta en hydrofob alfa-helix. Detta stoppar translokationen och proteinet blir membranbundet.
Proteiner som ska till intermembranutrymmet kan överföras till innermembranet på samma sätt som transmembrana proteiner, varpå ett proteas klyver den membranbundna delen så att proteinet kan röra sig fritt i utrymmet mellan mitokondriens inre och yttre membran.

## Artikelursprung
Den här artikeln är helt eller delvis baserad på material från engelskspråkiga Wikipedia, tidigare version.